# كوم النص
كوم النص، عزبة تابعة لقرية شباس الملح، التابعة لمركز دسوق، التابع لمحافظة كفر الشيخ في جمهورية مصر العربية. مساحتها حوالى 18 فدان وهي تعتبر منطقة مرتفعة عن الأراضي المجاورة ولذلك سميت بكوم، أما كلمة النص لأنها منتصف قرى المنطقة.

## السكان
يوجد بالقرية تقريبا 300 بيت ويبلغ عدد السكان تقريبا 2800 نسمة يعمل السكان أغلبهم في الزراعة والبعض في مجال التعليم [بحاجة لمصدر].
والبعض في التجارة والبعض الآخر في أنشطة صغيره مثل النجارة والحدادة والبناء..الخ

## الدين
- يدين سكان القرية بالدين الإسلامي
- يوجد بالقرية مسجدان (مسجد كوم النص- مسجد عمر بن العاص)

## التعليم
- يوجد بالقرية ثلاثة مدارس (مدرسة كوم النص الإعدادية المشتركة—مدرسة كوم النص الابتدائية المشتركة—مدرسة كوم النص للفصل الواحد)
- ويوجد بها أيضا ثلاث معاهد (معهد كوم النص الاعدادى بنين—معهد كوم النص الاعدادى بنات—معهد كوم النص الابتدائية المشتركة)
- أما عن الطلاب من القرية وبعض القرى المجاورة

## الزراعة
- الزراعات المنتشرة في القرية (القطن - الأرز - القمح- البنجر - الباذنجان - الشطة -الفلفل الأخضر - الملفوف - القرنبيط - البصل -الثوم - بالإضافة لبعض الزراعات الأخرى)
- الزراعة تعتمد على الري من الترع
- التربة طينية ثقيلة جدا

## التاريخ
- يوجد بالقرية آثار فرعونية وإسلامية وقبطية وقد نهب الكثير منها
- وقد قامت لجنة التنقيب عن الآثار واخذ ما عثروا عليه من الآثار المتبقية ووضعوها في المتحف[بحاجة لمصدر]
- والدليل على ذلك ان القرية تبعد مسافة 5000 متر عن مدينة بوتو عاصمة مملكة الشمال